# Blepharita albimacula
Blepharita albimacula là một loài bướm đêm trong họ Noctuidae.